# Procès de l'assassinat de Samuel Paty
Le texte peut changer fréquemment, n’est peut-être pas à jour et peut manquer de recul. 
Le titre et la description de l'acte concerné reposent sur la qualification juridique retenue lors de la rédaction de l'article et peuvent évoluer en même temps que celle-ci.
Les procès consécutifs à l'assassinat de Samuel Paty se tiennent fin 2023 et 2024, afin de juger un total de 14 accusés. Un premier procès se tient devant le Tribunal pour enfants de Paris, qui condamne six collégiens, dont la jeune adolescente reconnue coupable de dénonciation calomnieuse contre le professeur d'histoire-géographie, désigné à tort comme islamophobe. Le 8 décembre 2023, cinq autres collégiens sont reconnus coupables d'association de malfaiteurs en vue de préparer des violences aggravées, ayant aidé contre rémunération l'assassin à repérer sa victime.
À partir de novembre 2024, huit adultes sont jugés à leur tour devant la Cour d'assises spéciale de Paris. Deux amis de l'assassin sont poursuivis pour complicité d'assassinat et risquent la réclusion criminelle à perpétuité. Les six autres sont poursuivis pour associations de malfaiteurs terroristes, dont deux pour avoir lancé une campagne de harcèlement en ligne contre le professeur, ayant inspiré l'attentat, dont le militant islamiste Abdelhakim Sefrioui. Les quatre autres prévenus sont accusés d'avoir conforté l'assassin dans son projet. La plupart clament leur innocence.

## Faits

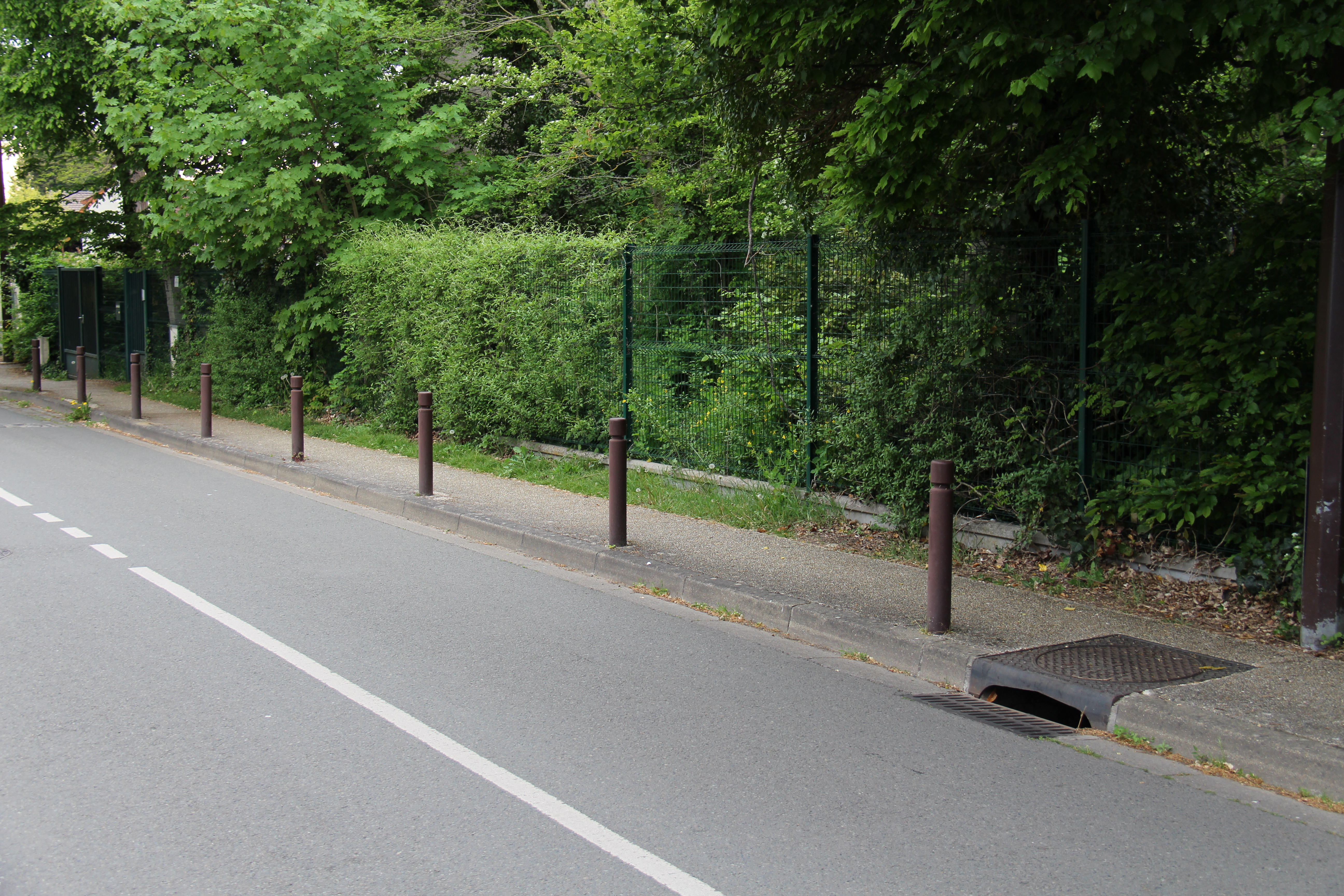
La rue du Buisson-Moineau à Éragny-sur-Oise, Lieu de l'assassinat.

Samuel Paty, professeur d'histoire-géographie, est assassiné par arme blanche et décapité peu après être sorti de son collège de Conflans-Sainte-Honorine. L'assassin, Abdoullakh Anzorov, est un réfugié russe d'origine tchétchène. Il est abattu par la police quelques minutes après l'attentat.
Dix jours auparavant, Samuel Paty montre deux caricatures de Mahomet issues du journal satirique Charlie Hebdo lors d'un cours d'enseignement moral et civique sur la liberté d'expression avec ses élèves de quatrième. Cela provoque la colère du père d'une élève de l'enseignant qui n'était pourtant pas présente au cours incriminé. Celui-ci, ainsi que le militant islamiste Abdelhakim Sefrioui, publient alors sur divers réseaux sociaux des vidéos dans lesquelles ils insultent Samuel Paty. Son nom et l'adresse de l'établissement scolaire où il exerce sont divulgués sur les réseaux sociaux. Les vidéos ainsi diffusées prennent un aspect viral, suscitant de nombreux messages haineux à l'encontre de l'enseignant, jusqu'à la perpétration de l'assassinat.

## Procès des collégiens
En novembre 2023, six adolescents tous collégiens et mineurs au moment des faits sont jugés à huis clos par le tribunal pour enfants de Paris pour leur implication dans l'assassinat. Les accusés reconnaissent les faits en question. Une adolescente âgée de 13 ans au moment des faits, a été jugée pour avoir accusé à tort le professeur d’islamophobie, alors qu'elle était absente du cours du professeur ayant déclenché la polémique. Elle a été condamnée à 18 mois de sursis probatoire pour dénonciation calomnieuse,.
Les cinq autres prévenus, âgés alors de 14 à 15 ans, le sont pour association de malfaiteurs en vue de préparer des violences aggravées, notamment pour avoir surveillé les abords du collège et désigné Samuel Paty à l’assaillant, contre rémunération, une cinquantaine d'euros par personne. Les condamnations vont de 14 à 18 mois avec sursis pour quatre d'entre eux, elle est de 24 mois dont 6 mois fermes aménagés avec port de bracelet électronique pour le cinquième, qui a désigné Samuel Paty à son assassin contre rémunération,.

## Premier procès des adultes

### Les accusés

#### Azim Epsirkhanov
Azim Epsirkhanov est né le 13 janvier 2001 en Russie d'une famille musulmane originaire de Tchétchénie. Sa famille est touchée par la première et seconde guerre de Tchétchénie, son père ayant servi en tant que soldat et son grand-père policier. En 2010, le père est enlevé et violenté par des hommes du président tchétchène Ramzan Kadyrov durant dix jours, dans des circonstances qui restent floues. Sa famille se réfugie en France en décembre 2010, peu avant son dixième anniversaire. Son père « ne veut pas lui expliquer les motifs du départ de la famille ». Avant de s'installer dans l'Eure, la famille vit dans des logements précaires à Torcy et Noisy-le-Grand, en région parisienne. Elle rejoint ensuite Vernon puis Saint-Marcel avant de trouver un logement stable en 2019, un appartement social dans le quartier de la Madeleine d'Évreux. Travaillant au noir en tant que mécanicien et roulant sans permis de conduire valable en France, le père est arrêté à plusieurs reprises et incarcéré pour ce motif. Il est présent en situation irrégulière sur le sol français. Après une période d'inactivité, sa mère trouve un travail et finit par obtenir un titre de séjour.
Azim doit souvent s'occuper de ses quatre petits-frères et sœurs, tous bien plus jeunes que lui, le plus âgé étant né peu avant leur fuite de Russie, et les trois autres en France. Lors de sa sixième au collège Pablo-Neruda d'Évreux, il rencontre le futur assassin de Samuel Paty, tchétchène également, et se lie d'amitié avec lui. Il connait une scolarité marquée par un manque de travail et des problèmes de comportement, mais obtient un baccalauréat professionnel option commerce en juin 2020. Il explique avoir été beaucoup soutenu par ses professeurs, qui lui reconnaissent de l'intelligence et une certaine maturité. Il entreprend ensuite un BTS en commerce et s'installe dans un appartement loué par sa compagne, convertie à l'islam. Il enchaine les petits métiers pour aider sa famille : arbitre de football, serveur et préparateur de commande. Il se voit proposer une alternance chez Darty peu avant l'assassinat de Samuel Paty. Il emménage avec sa petite amie à Rouen.
L'accusé a plusieurs mentions dans son casier judiciaire. Il est notamment condamné à des travaux d’intérêt général pour des violences commises avec Anzorov, ainsi que conduite sans permis et rébellion. Il est poursuivi pour complicité d'assassinat terroriste sur la personne de Samuel Paty, pour avoir accepté 800 euros de la part de l'assassin pour lui procurer une arme à feu. Il échoue à l'obtenir mais accompagne l'assassin acheter un couteau, l'un des deux qui seront retrouvés sur le terroriste. Il conteste avoir eu connaissance du projet de son ami. Il est placé en détention provisoire à la maison d'arrêt de Villepinte.

#### Naïm Boudaoud

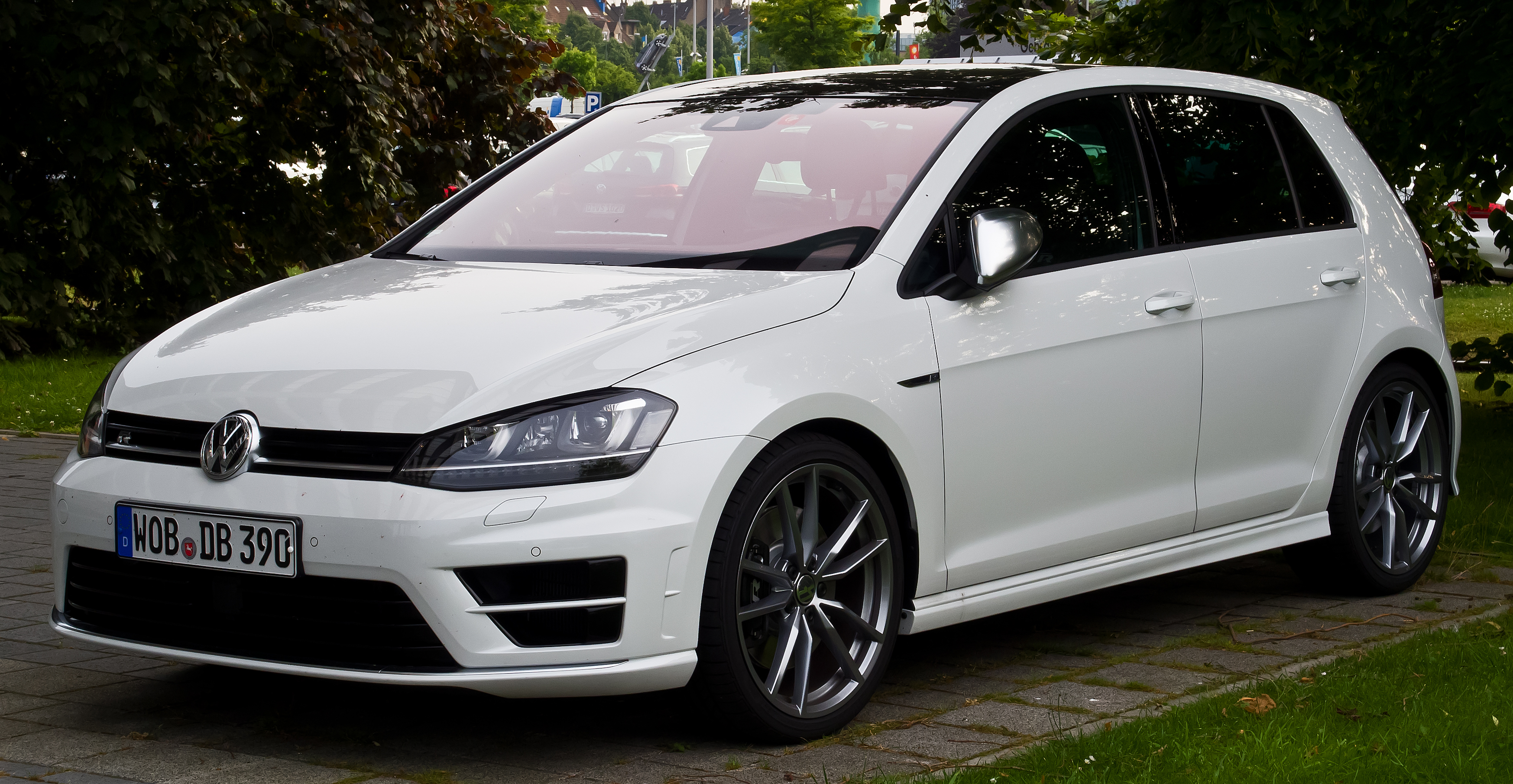
Golf VII blanche, similaire à celle qui a convoyé l'assassin de Samuel Paty jusqu'à son collège.

Naïm Boudaoud est né le 18 janvier 2002 à Évreux d'une famille franco-algérienne. Ses parents ont grandi dans l'Eure et y ont construit une maison. Diplômés, ils travaillent en tant que fonctionnaires territoriaux, la mère dans une mairie et le père est responsable d'une cantine scolaire. Ils divorcent alors que Naïm est âgé de dix ans et sa mère quitte le domicile familial ; les parents se partagent la garde de leurs deux enfants. Décrit comme introverti, Naïm est soutenu par ses deux parents. D'abord normale malgré quelques perturbations des cours, sa scolarité devient plus compliquée à partir du lycée professionnel. Il sèche des cours et échoue à décrocher son BEP, option bâtiment et construction. Il finit toutefois par obtenir un baccalauréat et s'inscrit en BTS.
Naïm est exclu de son collège à deux reprises pour sortie non autorisée et violences sur un élève. Il est arrêté deux fois par la police, pour refus d'obtempérer et vol de portable. Il se rapproche d'Azim Epsirkhanov qu'il considère comme un « grand-frère » et un « protecteur ». Celui-ci accepte effectivement de lui venir en aide, peu après qu'il a été victime d'une agression. Alors que Naïm connait une situation matérielle plus favorable que ses amis, il rend souvent des services et sait se montrer généreux. Détenteur d'un permis de conduire, il est ainsi le seul à posséder une voiture, une Golf VII achetée un mois avant les faits. Il rencontre le futur assassin de Samuel Paty en compagnie d'Azim dans une salle Basic Fit à Évreux, en aout 2019. Lors de son enquête de personnalité, l'accusé explique que lui et sa famille ont une pratique religieuse modérée et sont peu pratiquants. Il est par ailleurs en couple avec une chrétienne. Il est poursuivi pour complicité d'assassinat terroriste, pour avoir accompagné Anzorov acheter l'un des couteaux du crime et surtout pour l'avoir véhiculé jusqu'au collège du professeur. Les enquêteurs considèrent qu'il ne pouvait pas ignorer la radicalisation d'Anzirov, à l'instar d'Azim. Il conteste avoir eu connaissance du projet de son ami et est placé en détention provisoire à la maison d'arrêt d'Osny.

#### Brahim Chnina
Brahim Chnina est né le 4 janvier 1972 à Oran en Algérie et fait partie d'une fratrie de sept. Son père arrive en France la même année et lui le rejoint à l'âge de 10 ans. Deux ans plus tard, on lui diagnostique le syndrome SAPHO. Affecté par la séparation de ses parents, il a une scolarité fragile et manque son baccalauréat. Il enchaîne les petits boulots (manutentionnaire, vendeur, chauffeur) et sera condamné à 7 mois de prison pour avoir transporté 50 kilogrammes de cannabis. Il souffre alors d'addiction au cannabis et à l'héroïne. Il est cofondateur d'une association d'aide aux personnes handicapées, tandis que l'un de ses frères est invalide. Il est père de six enfants, toutes des filles, la première étant née en 2000. Il rencontre d'importante difficultés dans son couple et est interné en psychiatrie en 2009 et 2010 pour cette raison. Il y fait une tentative de suicide.
Il est décrit par l'enquête de personnalité comme ayant une pratique religieuse soutenue mais ouverte, n'ayant notamment pas de problème pour travailler avec une femme et la plupart de ses filles ne portent pas le voile. Il alerte les autorités quand l'une de ses demi-sœurs rejoint Daech en Syrie. Elle est internée dans un camp à la défaite du « califat » puis rapatriée en France en 2022,.
Brahim Chnina est le père de l'adolescente condamnée pour dénonciation calomnieuse contre Samuel Paty. Poursuivi pour association de malfaiteurs terroristes, il est accusé d'avoir lancé une campagne de cyber-harcèlement contre Samuel Paty dans deux vidéos du 7 et 8 octobre 2020. Il donne notamment le nom complet du professeur et son collège. Entre le 9 et le 13 octobre, il entre en contact téléphonique avec le futur assassin à neuf reprises. Incarcéré à la prison de Fresnes, il conteste les faits reprochés.

#### Abdelhakim Sefrioui
Abdelhakim Sefrioui est né le 21 avril 1959 à Fès au Maroc. Il a quatre frères et sœurs, qui ont tous des emplois qualifiés mais dont aucun ne vit en France. Il quitte son pays natal peu après avoir obtenu son baccalauréat marocain. Il part d'abord à Sherbrooke au Canada avant d'arriver en France, au Mans. Il obtient ensuite un DUT de gestion entreprise et administration à Lyon. Il travaille ensuite dans l'enseignement, puis à partir de 1999 dans une maison d'édition qui publie surtout des livres arabes. Il se marie en 1985 et a trois enfants. Les relations sont compliquées avec sa fille qui a coupé les ponts avec lui. Elle témoignera des violences de son père, qui l'insulte, lui fait apprendre des versets du Coran dès l’âge de 3 ans, la frappe en cas d'échec et lui impose le port du voile dès l'enfance. Il divorce en janvier 2020, sa femme refusant la polygamie.
Dès les années 1980, Sefrioui est très actif dans des milieux islamistes où il est remarqué pour sa radicalité. Avec Brahim Chnina, il est accusé d'avoir lancé une campagne de cyber-harcélement contre Samuel Paty, de l'avoir calomnié et insulté, l'ayant ainsi exposé à une menace mortelle. Retourné vivre en Tchétchénie, le père de l'assassin expliquera dans une interview sur un réseau social que son fils a appris la connaissance de Samuel Paty via une « vidéo envoyée par l'imam d'une mosquée locale », supposée donc être celle partagée par Sefrioui. Placé en détention provisoire, il refuse notamment de se prêter à l'examen de personnalité. Poursuivi pour association de malfaiteurs terroristes, il nie les faits qui lui sont reprochés (« Je n'ai aucun lien avec ce crime et avec son environnement »).

#### Yusuf Cinar
De nationalité turque, Yusuf Cinar est né aux alentours de 2002 d'un père ouvrier violent et intégriste, qui impose la burqa à sa femme. Il a deux petits-frères. Sa mère finit par divorcer et se remarier, mais son beau-père est également violent, bien que peu religieux. Il connait une scolarité compliquée et quitte l'école à l'âge de 14 ans. Il est exclu de son collège après avoir introduit deux couteaux. En 2009, un rapport social pointe d'importantes carences éducatives dans sa famille. Il consomme jusqu'à dix joints de cannabis par jour et est également dépendant à l'alcool dès 15 ans. Alors que sa mère est sans-emploi, il finance sa consommation par le trafic, étant d'abord guetteur puis revendeur.
Il est un ami proche de l'assassin de Samuel Paty qu'il considère comme un « frère », et qui a grandi comme lui au quartier de la Madeleine d'Évreux. Avec lui, il diffuse de la propagande djihadiste sur les réseaux sociaux, notamment des images de décapitation. Le jour de l'attentat, il partage le message de revendication ainsi que le corps décapité de Samuel Paty dans plusieurs messages privés. Il réalise ensuite une vidéo d'hommage à l'assassin,, où l'on voit le corps d'Anzorov dont la tête a été remplacée par un cœur, accompagné d'un nachid. Accusé d'association de malfaiteurs en relation avec une entreprise terroriste, il est placé en détention provisoire et conteste les faits reprochés. Il connait plusieurs incidents en détention, dont une tentative de suicide en novembre 2020,.

#### Louqmane Ingar
Louqmane Ingar est né en 2002 à Saint-Denis de La Réunion. Il est marqué jeune par le décès de son frère. Il suit une scolarité normale dans des établissements d'enseignement catholique puis suit des études d'infirmier.
Il est accusé d'avoir administré et activement participé à un groupe Snapchat de contenus djihadistes avec l'assassin et Ismaïl Gamaev. Il est soupçonné d'un projet de départ en Syrie ou en Afghanistan afin d'y rejoindre une « organisation terroriste ». D'abord placé en détention provisoire, il est ensuite placé sous contrôle judiciaire le 10 novembre 2021.

#### Ismaïl Gamaev
Ismaïl Gamaev est né en 2002 en Russie d'une famille tchétchène. Il arrive en France illégalement à l'âge de onze ans et bénéficie ensuite du statut de réfugié. Sa famille s'installe en Seine-et-Marne. Son père est condamné en 2016 pour des violences sur son épouse et le couple se sépare. Il est exclu de son lycée en 2019 pour des violences et sera ensuite brièvement incarcéré. Il se radicalise durant le confinement de 2020, lors duquel il consulte internet jusqu'à douze heures par jour dont des contenus extrémistes.
Il explique lors du procès le « poids de la communauté tchétchène » qui lui faisait « très peur au quotidien » afin de faire respecter « la religion et les traditions » alors que lui souhaite sortir en ville ou voir des filles.
Il est poursuivi pour association de malfaiteurs terroristes, étant accusé d'avoir conforté le projet de l'assassin de Samuel Paty sur un groupe Snapchat qu'il partageait avec Anzorov et Cinar, et où ils échangeaient des vidéos djihadistes d'exécution ou de torture. Il réagit avec un smiley souriant au partage de la photo du professeur décapité. Il est incarcéré en détention provisoire durant deux ans et sept mois avant d'être libéré sous contrôle judiciaire. Il rejoint la faculté puis se met en couple avec une fille d'origine arménienne. Il est le seul des huit accusés à reconnaître les faits reprochés. « Je reconnais ma culpabilité, c’est la pire honte, par rapport au mal que j’ai fait. C’est la pire chose que j’ai faite de ma vie. »,,.

#### Priscilla Mangel
Priscilla Mangel est née le 31 mai 1988 à Meudon, d'un père monteur-câbleur et d'une mère secrétaire comptable. Elle connait une enfance normale puis se convertit à l'islam à l'âge de 15 ans. Lors de son enquête de personnalité, elle explique avoir rencontré des problèmes après s'être mise à porter le voile, notamment deux agressions physiques. Elle quitte alors ses études et ne prendra jamais d'emploi par la suite. À 17 ans, elle commence à fréquenter un homme qui l'emmène ensuite en Algérie. Ils se marient et ont des jumeaux en 2011. Cependant, Mangel quitte son conjoint quand elle découvre qu'il a une seconde épouse. Elle rentre en France en 2015 et s'installe avec ses enfants à proximité de Palaiseau, avant de rejoindre Nîmes. Quelques années plus tard, elle se met en couple avec un nouvel homme et ils se marient religieusement en 2017. Ce second époux est arrêté la même année et sera ensuite condamné pour association de malfaiteurs terroristes à 14 années de prison le 25 septembre 2020.
En contact avec l'assassin de Samuel Paty, elle lui présente le cours du professeur comme « l'illustration de la guerre menée par les institutions républicaines contre les musulmans ». Les juges d'instruction ont ainsi estimé que ces propos radicaux ont conforté Anzorov dans son projet criminel. Elle est écrouée avant d'être libérée et placée sous contrôle judiciaire.

### Condamnations
Le 20 décembre 2024, la Cour d’assises condamne les huit accusés à des peines allant d’un an d’emprisonnement à 16 ans de réclusion criminelle. Le verdict reconnaît « la réalité d’un engrenage islamiste qui, d’une campagne de haine fondée sur la critique du blasphème au passage à l’acte d’un djihadiste, a conduit à la mort du professeur. » Deux amis du terroriste Abdoullakh Anzorov qui a décapité Samuel Paty, ont été condamnés pour complicité d’assassinat terroriste. Azim Epsirkhanov, réfugié tchétchène, est condamné à 16 ans de réclusion criminelle et Naïm Boudaoud, à la même peine. « La Cour a jugé qu’ils connaissaient la dangerosité de leur ami et qu’ils lui ont fourni une aide logistique directe. ». 
Abdelhakim Sefrioui, 65 ans, et Brahim Chnina, 52 ans, accusés d’être à l’origine de la campagne islamiste ayant conduit à la mort du professeur, sont condamnés pour association de malfaiteurs terroriste criminelle à une peine de 15 ans de réclusion criminelle pour le premier et de 13 ans pour le second.
Louqmane Ingar et Ismail Gamaev sont reconnus coupables d'association de malfaiteurs terroristes et condamnés à un an de prison ferme plus deux de sursis pour le premier, et deux ans et demi de prison ferme et autant de sursis pour le second.
Enfin, deux accusés bénéficient d'une requalification des charges qui pèsent sur eux : Yusuf Cinar est condamné à un an de prison pour apologie du terrorisme et Priscilla Mangel est condamnée à trois ans de prison avec sursis pour provocation directe à un acte de terrorisme.

## Second procès des adultes
Les quatre accusés adultes les plus lourdement condamnés font appel de la décision, pour un procès prévu début 2026.